# Lac de Payolle
Der Lac de Payolle ist ein künstlicher See in den französischen Pyrenäen auf dem Gebiet der Gemeinden Campan und Arreau im Département Hautes-Pyrénées in der Region Okzitanien im Südwesten Frankreichs. Sein Westufer bildet die Grenze zwischen den Gemeinden Arreau und dem Ort Ancizan. Der See ist während des Winters in der Regel zugefroren.

## Geografie
Der See liegt am Fuße des Col d'Aspin in 1139 Meter Höhe. Bei einer Fläche von zehn Hektar wird er von drei Gebirgsbächen gespeist und durch den Adour entwässert.

## Tourismus
Der See ist das Zentrum eines bedeutenden Tourismusgebiets, nämlich der Skistation von Payolle, wo man verschiedene Aktivitäten ausüben kann wie Mountainbike, Orientierungslauf, Skilanglauf, Schneeschuhwandern, Hundeschlittenfahren, Pferde- oder Ponyausflüge, Paragliding oder Wandern.
Auf dem See kann geangelt werden, hierfür wurde ein touristischer Parcours angelegt, der kleine Wege für Fischer bietet und auch andere Wassersportarten wie Kanufahren, Windsurfen und Segeln ermöglicht. 2016 war der Lac de Payolle zum ersten Mal Zielort der Tour de France.